# Chattanooga Symphony and Opera
La Chattanooga Symphony and Opera, nota anche come CSO, è un'orchestra sinfonica e una compagnia d'opera combinate a Chattanooga, nel Tennessee. Al momento della fusione nel 1985 era l'unica organizzazione combinata negli Stati Uniti.

## Storia

### Chattanooga Symphony
La Chattanooga Symphony fu fondata quando gli studenti della Chattanooga High School, guidati da Melvin Margolin, tennero un concerto il 5 novembre 1933, con alcuni musicisti adulti di città.
Borden Jones assistette Margolin nella conduzione del gruppo per i suoi primi quattro anni. Nel 1938 il dottor Arthur Plettner della Juilliard School divenne direttore d'orchestra e ricoprì quella carica per i successivi 11 anni.
Julius Hegyi fu direttore d'orchestra dal 1956 al 1965, quando Charles Gabor subentrò temporaneamente. Gli succedette Richard Cormier, che fu direttore musicale per tutta la stagione 1983.

### Chattanooga Opera Company
La Chattanooga Opera Company fu fondata nel 1942, diventando la prima compagnia operistica del Tennessee. La compagnia fece la sua prima rappresentazione nel febbraio 1943, una produzione de Il trovatore. I fondatori erano il Dr. Werner Wolff e sua moglie Emmy Land Wolff, veterani dell'opera tedesca, fuggiti dalla Germania nazista e Dorothy Hackett Ward dell'Università di Chattanooga. Il cast consisteva principalmente di cantanti locali, ma i Wolff erano ben collegati nel mondo dell'opera e attrassero numerosi artisti famosi a Chattanooga come artisti ospiti. Gli artisti ospiti erano Beverly Sills, Jon Vickers, Norman Treigle, Phyllis Curtin e Norman Scott.

### Unione delle organizzazioni
L'Orchestra Sinfonica e l'Opera si fusero nel 1985, diventando la Chattanooga Symphony and Opera Association. Fu ingaggiato il regista sovietico di fama mondiale Vakhtang Jordania come direttore e direttore artistico. Fu sostituito nel 1992 da Robert Bernhardt. Bernhardt lasciò la direzione della CSO nell'aprile 2011. Il suo successore è Kayoko Dan, che ha fatto il suo debutto con la CSO nel settembre 2011. Bernhardt è rimasto alla CSO come direttore emerito e continua a risiedere a Chattanooga.